# 2020–2021-es SEHA-liga
A 2020–2021-es SEHA-liga kézilabda-bajnokság volt a SEHA-liga tizedik kiírása. A bajnokságban hét ország tíz csapata vett részt, a címvédő a magyar Telekom Veszprém volt, amely újabb győzelmével megvédte elsőségét és negyedik győzelmét szerezte meg a SEHA-ligában.
A bajnoki címről döntő Final Fourt Horvátországban, Zára városában tartották 2021. szeptember 3-5. között.

## Lebonyolítás
Az eredeti elképzelés szerint a tíz csapatot két csoportba sorolták volna, ahol a körmérkőzések utáni állás szerint az első négy-négy csapat jutott volna be az egyenes kieséses szakaszba. A Covid19-pandémia miatt bevezetett uazási korlátozások miatt módosították a lebonyolítást. A két csoportba csak 4-4 csapatot soroltak be, két további csapat – a Telekom Veszprém és a Meskov Breszt – egyből a negyeddöntőbe került. A csoportokból az első két helyezett szintén bejutott a negyeddöntőbe, a harmadik és a negyedik helyezett pedig a másik csoport harmadikjával és negyedikjével játszott a negyeddöntőbe jutásért.

### Csapatok
| Ország           | Csapat               | Város       | Csarnok (befogadóképesség)                |
| ---------------- | -------------------- | ----------- | ----------------------------------------- |
| Fehéroroszország | Meskov Breszt        | Breszt      | Universal Sports Complex Victoria (3 740) |
| Horvátország     | PPD Zagreb           | Zágráb      | Dom sportova (3 100)                      |
| Horvátország     | Nexe                 | Nekcse      | Sportska dvorana (2 500)                  |
| Magyarország     | Telekom Veszprém KC  | Veszprém    | Veszprém Aréna (5 096)                    |
| Észak-Macedónia  | Vardar               | Szkopje     | Jane Sandanski Arena (6 500)              |
| Észak-Macedónia  | RK Eurofarm Pelister | Bitola      | Szportszka szala Boro Csurlevszki (3 700) |
| Szerbia          | RK Metaloplastika    | Szabács     | Zorka Hall (3 000)                        |
| Szerbia          | RK Vojvodina         | Újvidék     | SC Slana Bara (2000)                      |
| Szlovákia        | Tatran Prešov        | Eperjes     | City Hall Prešov (4 870)                  |
| Ukrajna          | Motor Zaporizzsja    | Zaporizzsja | Yunost Sport Hall (3 600)                 |

## Alapszakasz

### A csoport
| #  | Csapat               | M | GY | D | V | G+ – G– | GK  | P                           | Megjegyzések |
| -- | -------------------- | - | -- | - | - | ------- | --- | --------------------------- | ------------ |
| 1. | PPD Zagreb           | 6 | 4  | 2 | 0 | 133–108 | +25 | 14 \|rowspan=2\|Negyeddöntő |              |
| 2. | RK Eurofarm Pelister | 6 | 3  | 1 | 2 | 148–132 | +16 | 10                          |              |
| 3. | Tatran Prešov        | 6 | 2  | 1 | 3 | 135–148 | −13 | 7 \|rowspan=2\|Rájátszás    |              |
| 4. | RK Metaloplastika    | 6 | 1  | 0 | 5 | 170–198 | −28 | 3                           |              |

Forrás: http://www.seha-liga.com/tablica 
A rangsorolás alapszabályai: 1. összpontszám, 2. egymás elleni eredmények összpontszáma, 3. egymás elleni eredmények gólkülönbsége, 4. egymás elleni eredmények szerzett góljainak száma, 5. gólkülönbség, 6. szerzett gólok száma.
(B): Bajnokcsapat, (K): Kieső csapat, (F): Feljutó csapat, (I): Kupainduló, (R): A rájátszás győztese, (KGY): Kupagyőztes

### B csoport
| #  | Csapat            | M | GY | D | V | G+ – G– | GK  | P                           | Megjegyzések |
| -- | ----------------- | - | -- | - | - | ------- | --- | --------------------------- | ------------ |
| 1. | Motor Zaporizzsja | 6 | 4  | 0 | 2 | 186–173 | +13 | 12 \|rowspan=2\|Negyeddöntő |              |
| 2. | Nexe              | 6 | 3  | 0 | 3 | 170–174 | −4  | 9                           |              |
| 3. | Vardar            | 6 | 3  | 0 | 3 | 163–173 | −10 | 9 \|rowspan=2\|Rájátszás    |              |
| 4. | RK Vojvodina      | 6 | 2  | 0 | 4 | 158–157 | +1  | 6                           |              |

Forrás: http://www.seha-liga.com/tablica 
A rangsorolás alapszabályai: 1. összpontszám, 2. egymás elleni eredmények összpontszáma, 3. egymás elleni eredmények gólkülönbsége, 4. egymás elleni eredmények szerzett góljainak száma, 5. gólkülönbség, 6. szerzett gólok száma.
(B): Bajnokcsapat, (K): Kieső csapat, (F): Feljutó csapat, (I): Kupainduló, (R): A rájátszás győztese, (KGY): Kupagyőztes

## Egyenes kieséses szakasz

### Rájátszás
| 1. csapat         | Össz. | 2. csapat     | 1. mérk. | 2. mérk. |
| ----------------- | ----- | ------------- | -------- | -------- |
| RK Metaloplastika | 54–65 | Vardar        | 31–39    | 23–26    |
| RK Vojvodina      | 55–62 | Tatran Prešov | 28–40    | 27–22    |

### Negyeddöntők
| 1. csapat            | Össz. | 2. csapat         | 1. mérk. | 2. mérk. |
| -------------------- | ----- | ----------------- | -------- | -------- |
| Vardar               | 46–45 | PPD Zagreb        | 24–20    | 22–25    |
| RK Eurofarm Pelister | 58–66 | Meskov Breszt     | 27–31    | 31–35    |
| Tatran Prešov        | 41–56 | Motor Zaporizzsja | 22–27    | 19–29    |
| Nexe                 | 58–65 | Telekom Veszprém  | 33–35    | 25–30    |

### Final Four
A Final Four mérkőzéseit Horvátországban, Zárában rendezik 2021. szeptember 3-5. között.
A Final Fourba a Vardar, a Meskov Breszt, a Motor Zaporizzsja és a Telekom Veszprém csapata jutott. Az esemény kezdete előtt két nappal azonban a Vardarban egy csapattag COVID-19 tesztje pozitív lett és elkülönítették az érintettet valamint a vele kapcsolatba került személyeket. A SEHA-liga végrehajtó bizottságának rendkívüli ülésén szeptember 1-jén úgy döntöttek, hogy a Vardart kizárják a Final Fourból, helyette a PPD Zagreb szerepelhet.
|  |                   |                   |                        |                        |    |            |            |       |
|  | Elődöntők         | Elődöntők         | Elődöntők              |                        |    | Döntő      | Döntő      | Döntő |
|  | Elődöntők         | Elődöntők         | Elődöntők              |                        |    | Döntő      | Döntő      | Döntő |
|  | szeptember 3.     |                   |                        |                        |    |            |            |       |
|  |                   |                   |                        |                        |    |            |            |       |
|  | Meskov Breszt     | Meskov Breszt     | 37                     |                        |    |            |            |       |
|  | Meskov Breszt     | Meskov Breszt     | 37                     | szeptember 5.          |    |            |            |       |
|  | PPD Zagreb (bü.)  | PPD Zagreb (bü.)  | 38                     |                        |    |            |            |       |
|  | PPD Zagreb (bü.)  | PPD Zagreb (bü.)  | 38                     |                        |    | PPD Zagreb | PPD Zagreb | 29    |
|  | szeptember 3.     |                   |                        |                        |    | PPD Zagreb | PPD Zagreb | 29    |
|  |                   |                   | Telekom Veszprém (bü.) | Telekom Veszprém (bü.) | 31 |            |            |       |
|  | Telekom Veszprém  | Telekom Veszprém  | Telekom Veszprém (bü.) | Telekom Veszprém (bü.) | 31 | 36         |            |       |
|  | Telekom Veszprém  | Telekom Veszprém  |                        |                        |    |            |            |       |
|  | Motor Zaporizzsja | Motor Zaporizzsja | 29                     |                        |    |            |            |       |
|  | Motor Zaporizzsja | Motor Zaporizzsja | 29                     | Bronzmérkőzés          |    |            |            |       |
|  |                   |                   |                        |                        |    |            |            |       |
|  | szeptember 5.     |                   |                        |                        |    |            |            |       |
|  |                   |                   |                        |                        |    |            |            |       |
|  | Meskov Breszt     | Meskov Breszt     | 20                     |                        |    |            |            |       |
|  | Meskov Breszt     | Meskov Breszt     | 20                     |                        |    |            |            |       |
|  | Motor Zaporizzsja | Motor Zaporizzsja | 31                     |                        |    |            |            |       |
|  | Motor Zaporizzsja | Motor Zaporizzsja | 31                     |                        |    |            |            |       |

## Statisztikák

### All-Star csapat
A szezon végén megválasztották a Final Four legjobb játékosait.
| Poszt      | Játékos         | Csapat           |
| ---------- | --------------- | ---------------- |
| Kapus      | Vladimir Cupara | Telekom Veszprém |
| Balszélső  | David Mandić    | PPD Zagreb       |
| Balátlövő  | Filip Vistorop  | PPD Zagreb       |
| Irányító   | Petar Nenadić   | Telekom Veszprém |
| Jobbátlövő | Jahja Omar      | Telekom Veszprém |
| Jobbszélső | Mikita Vajlupav | Meskov Breszt    |

- Legjobb védőjátékos:  Blaž Blagotinšek
- MVP:  Petar Nenadić